# Obrona Huty Starej
Obrona Huty Starej – walki obronne polskiego ośrodka samoobrony skupionego wokół wsi Huta Stara, gmina Ludwipol w powiecie kostopolskim województwa wołyńskiego z oddziałami UPA podczas rzezi wołyńskiej w 1943. Ośrodek przetrwał do stycznia 1944 roku, tj. do zajęcia tych ziem przez Armię Czerwoną. Bitwa uznawana jest za jedno z największych polskich zwycięstw nad oddziałami UPA.
Przyczyną organizowania grup samoobrony w osiedlach położonych na prawym brzegu Słuczy (tzw. Zasłuczu) były nasilające się w lutym 1943 r. napady Ukraińców na Polaków oraz niemieckie pacyfikacje z udziałem policji ukraińskiej. Grupy te zostały podporządkowane jednolitemu dowództwu znajdującemu się w Hucie Starej, z oficerem KOP por. Leonem Osieckim na czele. Łącznie było około 100 członków samoobrony, ochraniających szereg miejscowości, w tym: Bronisławka, Głuszków, Górna, Huta Bystrzycka, Huta Stara, Jakubówka, Lewacze, Mokre, Moczulanka, Niemilia, Nowiny i Rudnia Stryj. Z czasem liczba mieszkańców ośrodka samoobrony powiększała się o uchodźców z miejscowości zaatakowanych przez nacjonalistów ukraińskich.
Pierwszy atak na ośrodek samoobrony w Hucie Starej UPA przeprowadziła na początku czerwca 1943 r. Udało się go odeprzeć przy pomocy oddziału partyzantki sowieckiej ze zgrupowania kpt. Iwana Szytowa.
7 lipca 1943 r. ośrodek stracił por. Osieckiego, porwanego i zamordowanego przez partyzantów sowieckich ze zgrupowania płk NKWD Dmitrija Miedwiediewa. Utrata dowództwa zaskutkowała częściowym rozproszeniem samoobrony oraz przejęciem części jej członków przez partyzantkę sowiecką, przy czym przejęci ludzie będąc w składzie oddziału im. Dzierżyńskiego, wciąż pełnili zadania samoobrony.
15 sierpnia 1943 r. do Huty Starej przybył 200-osobowy oddział partyzancki AK por. Władysława Kochańskiego „Bomby”, który przyłączył się do samoobrony i przebywał tam do grudnia 1943 r. W krótkim czasie oddział „Bomby” urósł liczebnie do ok. 500 ludzi.
16 listopada 1943 r., korzystając z nieobecności we wsi oddziału „Bomby”, który wyruszył na akcję przeciw Niemcom, oddziały UPA w liczbie około 1200 ludzi zaatakowały ośrodek samoobrony od wschodu. Ciężkie walki trwały przez cały dzień. Układ sił zmienił powrót oddziału „Bomby”, który uderzył na Ukraińców w okolicach Moczulanki, oraz zaatakowanie oddziałów UPA przez partyzantów sowieckich pod dowództwem kpt. Kotlarowa. Rozbici i rozproszeni upowcy stracili 54 zabitych i ok. 40 rannych. Po stronie polskiej zginęło kilka osób.
W 1944 r., po wyparciu Niemców, Sowieci utworzyli w miejsce samoobrony tzw. istriebitielnyj batalion liczący 35 ludzi.